# Episodi di Lassie (serie televisiva 1954) (sedicesima stagione)
Gli episodi della sedicesima stagione di Lassie sono stati trasmessi per la prima volta negli USA tra il 28 settembre 1969 e l'8 marzo 1970. La stagione fa parte di "The Ranger years" in quanto Lassie è di proprietà di Scott e Bob, due guardie forestali.
| n° | Titolo originale             | Titolo italiano               | Prima TV USA      | Prima TV Italia |
| -- | ---------------------------- | ----------------------------- | ----------------- | --------------- |
| 1  | Last Chance                  | Un'ultima Occasione           | 28 settembre 1969 |                 |
| 2  | Success Story                | Ragazzi In Gamba              | 5 ottobre 1969    |                 |
| 3  | Patsy                        | Patsy Patsy                   | 12 ottobre 1969   |                 |
| 4  | No Margin of Error           | Senza respiro                 | 19 ottobre 1969   |                 |
| 5  | Lassie and the Water Bottles | L'abbeveratoio                | 26 ottobre 1969   |                 |
| 6  | Father and Son               |                               | 2 novembre 1969   |                 |
| 7  | The Sky is falling           | Fuga tra le sequoie           | 9 novembre 1969   |                 |
| 8  | No Greater Love              | Un fine settimana movimentato | 16 novembre 1969  |                 |
| 9  | More Than Meets the Eye      | La paura di Katy              | 23 novembre 1969  |                 |
| 10 | The Case                     |                               | 30 novembre 1969  |                 |
| 11 | The Blessing                 | L’inseguimento                | 14 dicembre 1969  |                 |
| 12 | Superstition Canyon          | Il canyon della superstizione | 21 dicembre 1969  |                 |
| 13 | The Road Back (1)            |                               | 28 dicembre 1969  |                 |
| 14 | The Road Back (2)            |                               | 4 gennaio 1970    |                 |
| 15 | The Road Back (3)            |                               | 11 gennaio 1970   |                 |
| 16 | The Road Back (4)            |                               | 18 gennaio 1970   |                 |
| 17 | Winged Rescue                | Un Paziente Riconoscente      | 25 gennaio 1970   |                 |
| 18 | The Cliff                    | Il villaggio nella roccia     | 1º febbraio 1970  |                 |
| 19 | Warm Heart-Cold Nose         | Naso freddo cuore caldo       | 8 febbraio 1970   |                 |
| 20 | Whitewater Fury              | Neve rosa                     | 15 febbraio 1970  |                 |
| 21 | Chucka                       | La vittoria di Chucka         | 8 marzo 1970      |                 |

## L'ultima occasione
- Titolo originale: Last Chance

### Trama
Scott e Bob stanno cercando di proteggere gli ultimi lupi della zona, quando ne trovano una coppia di cui la femmina è gravida. Il lupo maschio viene però ferito da un cacciatore; Lassie e i suoi padroni accorrono sul posto. In seguito, il cacciatore si lascia convincere dalle guardie forestali e non solo rinuncia ad uccidere il lupo, ma aiuta anche le guardie che, per salvare l'animale, gli estraggono il proiettile. Lassie intanto porta da mangiare alla lupa, che partorisce durante la notte; il mattino successivo, il lupo si riprende tornando dalla sua compagna e dai cuccioli. 

## Pasty Pasty
- Titolo originale: Pasty

### Trama
Pasty, un cucciolo di scimpanzé, scappa dalla casa del suo padrone essendo spaventato dal rumore di un cantiere. La scimmia inizia a vagare in una cava, cadendo poi su un camion che trasporta pietre e restando svenuta. Lassie blocca il camionista che, all'oscuro della situazione, stava per vuotare Pasty in una macina assieme alle pietre. 

## L'abbeveratoio
- Titolo originale: Lassie and the Water Bottles

### Trama
In piena siccità, Scott aiuta la padrona di una fattoria installando un abbeveratoio nei suoi pascoli. Assieme alle mucche, si avvicina per bere anche un cerbiatto che però cade in un bacino vuoto e rischia di morire sotto il sole, non riuscendo a risalire sulle pareti di plastica. Messi in allarme da Lassie, Scott e la donna tornano indietro salvando il cerbiatto. 

## Fuga tra le sequoie
- Titolo originale: The Sky is falling

### Trama
Neeka, un ragazzino indiano, è in vacanza ed accompagna Bob e Scott in una foresta di sequoie. Nel frattempo, in un pollaio sono nati tre pulcini, ma uno esce dal recinto e si perde nella foresta. Assieme a Lassie, Neeka salva il pulcino che era finito tra le rotaie all'arrivo del treno. 

## Il canyon della superstizione
- Titolo originale: Superstition Canyon

### Trama
Le guardie forestali stanno sorvolando un canyon e si fermano a soccorrere un minatore in difficoltà. L'uomo non ha però intenzione di abbandonare il suo asino e Scott lascia Lassie a sorvegliarlo, tornando in seguito a recuperare i due animali. Nel frattempo l'asino riesce a liberarsi dalla corda ed inizia a vagare per il deserto, ma viene riportato indietro da Lassie. 

## Un fine settimana movimentato
- Titolo originale: No Greater Love

### Trama
Bob ha un fine settimana libero e porta Neeka a pescare. Giunti sul posto, Neeka e Lassie cercano di liberare un corvo rimasto impigliato a causa un filo in una zampa. Neeka sale sull'albero che però si schianta finendo in bilico sul fiume; sporgendosi poi sul tronco, Lassie cade in acqua dove rischia di congelare: il ragazzo la assiste finché non si riprende.

## Il villaggio nella roccia
- Titolo originale: The Cliff

### Trama
Neeka e Lassie stanno visitando le rovine di un antico villaggio nella Mesa Verde. A causa di un cartello manomesso, il ragazzo e la cagna escono dal sentiero cadendo in una delle terrazze scavate nella roccia. Neeka si rompe una gamba e Lassie non può chiamare aiuto poiché non riesce a risalire sulle rocce. Bob ed un'altra guardia iniziano a cercarli, trovandoli poi la mattina seguente; Neeka e Lassie vengono quindi imbragati su una barella e portati in salvo. 

## Naso freddo cuore caldo
- Titolo originale: Warm Heart-Cold Nose

### Trama
Mentre Bob si reaca ad un convegno, Lassie aiuta un anziano cieco, che vive in una casa isolata con la moglie e il suo cane guida. Dopo che sua moglie ha avuto un incidente, l'anziano decide di recarsi in paese per chiamare aiuto, ma viene aggredito da un puma, messo in fuga dal suo cane e da Lassie. L'imbragatura del cane guida si rompe però durante la lotta e l'uomo deve tornare indietro; portandogli l'imbragatura rotta, Lassie fa capire a Bob che deve recarsi a casa dell'anziano e sua moglie viene soccorsa.

## La vittoria di Chucka
- Titolo originale: Chucka

### Trama
Bob sta visitando la Monument Walley e trova un cane che nuota in un lago. L'animale, di nome Chucka, viene riportato al suo padrone, che cerca di farlo diventare un buon cane da pastore; messa alla prova, Lassie si dimostra più abile nel condurre le pecore e Bob la lascia sul posto come esempio per Chucka. Quando tuttavia il pastore cade da cavallo ferendosi, Lassie avverte la guardia forestale che lo soccorre, mentre Chucka si dimostra infine capace di condurre il gregge.